# Marianne Cieslik
Marianne Cieslik (geb. vor 1975) ist eine deutsche Verlegerin, Grafikerin und Autorin, die sich auf Kinderpuppen, -häuser und Blechspielzeug spezialisiert hat.

## Leben
Nach dem Schulbesuch studierte Marianne Cieslik Modegrafik. Im Jahre 1975 meldete sie bei der Stadt Bad Honnef das Gewerbe als Verlegerin an und spezialisierte sich auf die Industrie- und Firmengeschichte der deutschen Spielwarenindustrie. 
Aus Altersgründen gab Marianne Cieslik Ende des Jahres 2004 den Verlag in Jülich, den sie seit 1986 gemeinsam mit Jürgen Cieslik betrieb, in andere Hände. Nach 10 Jahren folgte im alten Verlag die Herausgabe des Lexikon der deutschen Blechspielzeug-Industrie.

## Schriften (Auswahl)
- (mit Jürgen Cieslik): Blechspielzeug Patente Band eins: 1878-1915, Bad Honnef-Rhöndorf, Marianne Cieslik Verlag, 1977.
- (mit Jürgen Cieslik): Blechspielzeug Patente Band zwei: 1916-1940, Bad Honnef-Rhöndorf, Marianne Cieslik Verlag, 1979.
- (mit Jürgen Cieslik): Puppen. Europäische Puppen 1800–1930, Stuttgart: Europäische Bildungsgemeinschaft u. a., 1979.
- (mit Jürgen Cieslik): Puppen sammeln, München: Vollmer, 1980.
- (mit Jürgen Cieslik): Cieslik’ Lexikon der deutschen Puppenindustrie, Jülich: Marianne Cieslik Verlag, 1984.
- (mit Jürgen Cieslik): Cieslik’s Puppen-Bestimmungsbuch, Jülich: Marianne Cieslik Verlag, 1985.
- (mit Jürgen Cieslik): Knopf im Ohr – die Geschichte des Teddybären und seiner Freunde, Jülich: Marianne Cieslik Verlag, 1989.
- (mit Jürgen Cieslik, unter Mitarbeit von Erich Leistner): Ciesliks Teddybär-Lexikon. Marken, Daten, Fakten, über 270 deutsche Hersteller, Jülich: Marianne Cieslik Verlag, 1998.
- (mit Jürgen Cieslik): Das große Schildkröt-Buch. Celluloidpuppen von 1896 bis 1956, 2. überarbeitete Auflage, Jülich: Marianne Cieslik Verlag, 2002.
- (mit Swanjte Köhler): Lexikon der Puppenstuben und Puppenhäuser, Jülich: Marianne Cieslik Verlag, 2003.
- (mit Jürgen Cieslik): Lexikon der deutschen Blechspielzeug-Industrie, Jülich: Marianne Cieslik Verlag, 2014.

Ferner gibt sie seit 1987 die Zeitschrift Cieslik's Puppenmagazin heraus.